# Sodic-ferri-clinoferroholmquistite
La sodic-ferri-clinoferroholmquistite è un minerale non più riconosciuto dall'Associazione Mineralogica Internazionale (IMA) come specie indipendente.

## Etimologia
Il nome riflette la sua struttura e la composizione chimica: il contenuto in sodio (sodic-), Fe2+ (ferri-), struttura monoclina (clino-), Fe3+ (ferro-) e il minerale base di riferimento, la holmquistite.